# 滨河帕洛马雷斯
滨河帕洛马雷斯（西班牙語：Palomares del Río）是西班牙安达卢西亚自治区塞维利亚省的一个市镇。总面积13平方公里，总人口3742人（2001年），人口密度288人/平方公里。